# Premio Pulitzer 1935
Quella del 1935 fu la diciannovesima assegnazione dei Premi Pulitzer e vide il conferimento di nove premi in dieci categorie, cinque relative al mondo del giornalismo e cinque relative al mondo della letteratura e del teatro, a cui fu aggiunta una menzione speciale nel campo del giornalismo.
In quest'edizione, la giuria fu composta da 13 membri, tra cui il presidente della Columbia University, Nicholas Murray Butler, e fu presieduta da Ralph Pulitzer, redattore del New York World nonché figlio del fondatore dei premi Pulitzer, Joseph Pulitzer.

## Giornalismo
- Pubblico servizio:

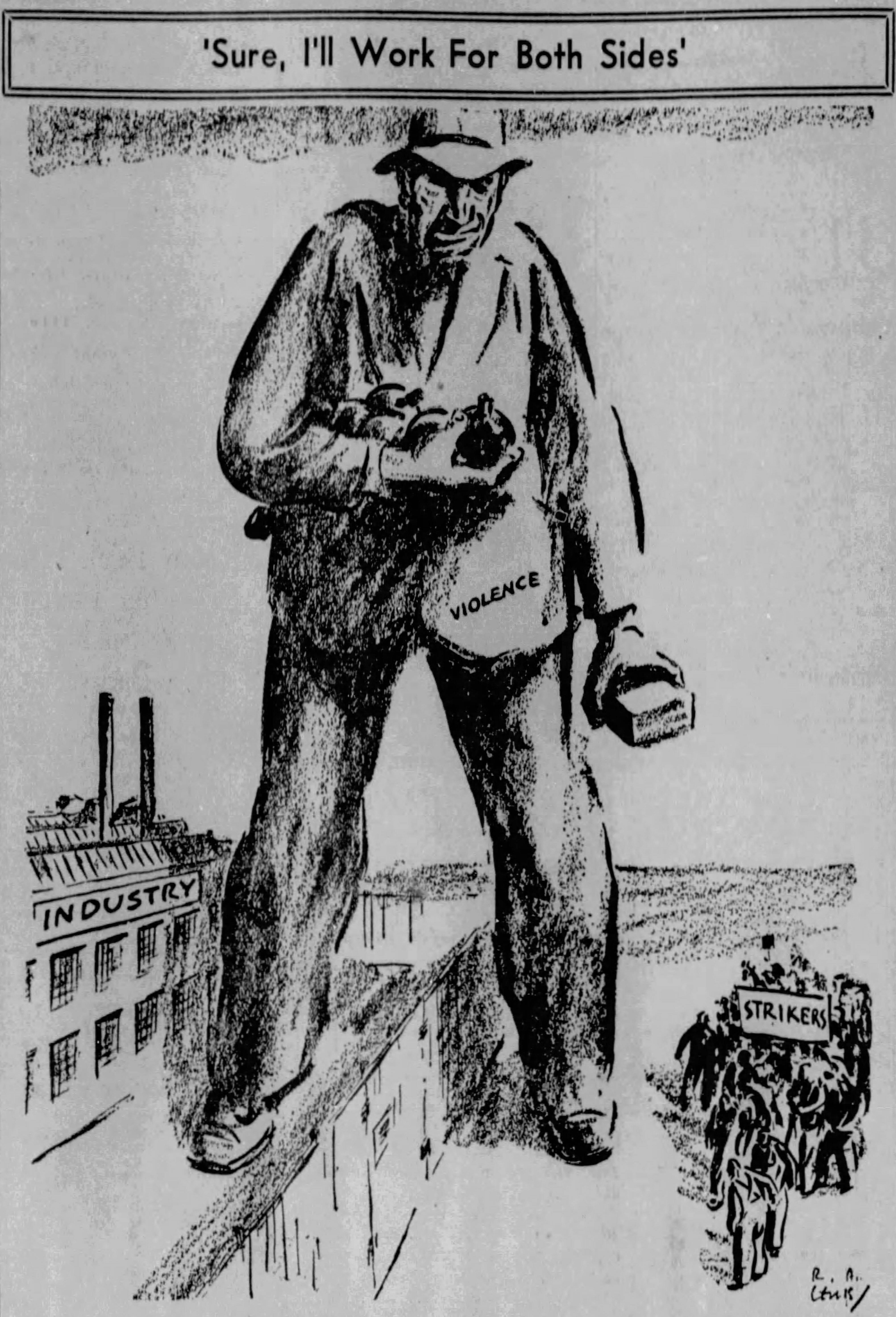
Sure, I'll Work for Both Sides, la vignetta vincitrice del Premio Pulitzer 1935

  - The Sacramento Bee per la sua campagna contro l'influenza della politica nella nomina di due giudici federali nello Stato del Nevada.[3]
- Giornalismo:
  - William Taylor, del New York Herald Tribune, per la sua serie di articoli sulle regate veliche internazionali.
- Corrispondenza:
  - Arthur Krock, del The New York Times, per i suoi dispacci da Washington.
- Editoriale:
  - Non assegnato.
- Vignetta editoriale:
  - Ross A. Lewis, del Milwaukee Journal per la vignetta Sure, I'll Work for Both Sides.

- Menzione speciale:
  - The Sheboygan Press, per un'indagine sulle condizioni degli ospedali statali del Wisconsin che ha portato a un'indagine legislativa e alla messa in opera di diverse soluzioni.

## Letteratura e drammaturgia
- Romanzo:
  - Now in November, di Josephine Winslow Johnson (Simon & Schuster).
- Drammaturgia:
  - The Old Maid, di Zoe Akins (Appleton).
- Storia:
  - A Constitutional History of the United States, di Charles McLean Andrew (Yale University Press).
- Biografie o Autobiografie:
  - Biography of Robert E. Lee, di Douglas S. Freeman (Scribner).
- Poesia:
  - Bright Ambush, di Audrey Wurdemann (John Day).